# Agnibesa venusta
Agnibesa venusta là một loài bướm đêm trong họ Geometridae.